# Flugunfall der Star Air bei Hannover 1988
Der Flugunfall der Star Air bei Hannover 1988 ereignete sich am 26. Mai 1988. An diesem Tag stürzte ein Frachtflugzeug vom Typ Fokker F-27-600 Friendship der Star Air im Landeanflug auf den Flughafen Hannover-Langenhagen ab, nachdem der Anstellwinkel beim Ausfahren der Auftriebshilfen überkritische Werte erreicht hatte. Bei dem Zwischenfall kamen die beiden Personen an Bord ums Leben.

## Flugzeug
Das betroffene Flugzeug war eine 1970 gebaute Fokker F-27-600 Friendship. Das Flugzeug mit der Werksnummer 10443 wurde im Werk von Fokker in Schiphol endmontiert und absolvierte am 28. August 1970 mit dem Testkennzeichen PH-EXA seinen Erstflug. Die Maschine wurde am 12. November 1970 an die Maersk Air ausgeliefert, die sie mit dem Luftfahrzeugkennzeichen OY-APE zuließ. Im März 1974 wurde die Maschine an die Aeroperú verleast, bei der sie als OB-R1072 in Betrieb war, ehe sie im Juli 1975 wieder mit ihrem ursprünglichen Kennzeichen in die Flotte der Maersk Air zurückkehrte. Ab März 1977 war die Maschine an die Air Rouergue verleast, bei der sie mit dem Luftfahrzeugkennzeichen F-BYAI in Betrieb war. Ab Juli 1977 wurde die Maschine durch die Danish Aero Lease an die bahrainische Gulf Air verleast, die sie mit dem omanischen Kennzeichen A4O-FA zuließ. Im Juni 1981 wurde die Maschine an die Oman Aviation weitergegeben. Im März 1982 kehrte die Maschine aus dem Leasing an die Danish Aero Lease zurück und wurde mit dem französischen Luftfahrzeugkennzeichen F-WDFT auf diese zugelassen. Im gleichen Monat folgte ein Leasing der Maschine an die Air Jet mit dem Kennzeichen F-GDFT, diese verleaste die Maschine umgehend an die Air Inter weiter. Im September 1984 übernahm die Alkair Flight Operations AS die Maschine mit ihrem ursprünglichen Kennzeichen OY-APE. Ab dem 1. September 1987 war die Maschine bei der Star Air in Betrieb. Das zweimotorige Kurzstreckenflugzeug war mit zwei Turboprop-Triebwerken des Typs Rolls-Royce Dart 532-7R ausgestattet. Bis zum Zeitpunkt des Unfalls hatte die Maschine 21.120 Flugstunden bei 23.047 Starts und Landungen absolviert.

## Insassen und Flugplan
Es befand sich eine zweiköpfige Besatzung an Bord der Maschine, bestehend aus einem Flugkapitän und einem Ersten Offizier. Mit der Maschine wurde an diesem Tag ein internationaler Frachtflug vom Flughafen Roskilde zum Flughafen Nürnberg geflogen. Planmäßige Zwischenstopps waren auf dem Flughafen Billund und dem Flughafen Hannover-Langenhagen vorgesehen. Der Unfall ereignete sich am Ende des zweiten Flugabschnittes.

## Unfallhergang
Der Anflug der mit Fracht beladenen Maschine auf den Flughafen Hannover-Langenhagen wurde bei Dunkelheit mit Hilfe des Radiokompasses durchgeführt. Die Besatzung erhielt die Freigabe zur Landung auf der südlichen Landebahn 09R. Als um 22:25 Uhr Ortszeit die Auftriebshilfen für die Landung ausgefahren wurden, erhöhte sich der Anstellwinkel schlagartig. Es kam zu einem Strömungsabriss und die Maschine stürzte einen Kilometer westlich des Flughafens zu Boden. Beide Besatzungsmitglieder kamen dabei ums Leben.

## Ursache
Die Unfalluntersuchung ergab, dass beim Versuch der Besatzung, durchzustarten, infolge des Lastwechsels die Ladung nach hinten verrutscht war. Dadurch verlagerte sich der Schwerpunkt der Maschine, und die Kontrolle ging verloren. Auch waren die Auftriebshilfen auf 11 anstatt, wie erforderlich, auf 26 Grad eingestellt.